# Sonja Spuhl
Sonja Spuhl (* 20. Oktober 1977 in West-Berlin; geb. Scherff) ist eine deutsche Synchronsprecherin. Bekannt ist sie vor allem als deutsche Stimme von Christina Ricci, Kaley Cuoco, Beth Behrs und Priyanka Chopra.

## Karriere
Sonja Spuhl ist seit 1991 als Synchronsprecherin tätig.
Ihre Schwester Viola Scherff war ebenfalls im Synchrongeschäft tätig. Beide sprachen schon als Kinder bzw. Jugendliche in Hörspielen wie Benjamin Blümchen.
Im Alter von zehn Jahren nahm sie an Gesangsaufnahmen des „Berliner Gesangs-Ensembles“ teil. Zwei Jahre später übernahm sie Sprechrollen bei einigen Hörspielaufnahmen des SFB und im Jahr 1990 bekam sie ihre erste Synchronrolle angeboten. Seit 1997 ist sie hauptberuflich als Synchronsprecherin tätig.
Sonja Spuhl lebt in Berlin und hat zwei Töchter.

## Synchronarbeiten (Auswahl)
Christina Ricci
- 1993: Die Addams Family in verrückter Tradition als Wednesday Addams
- 1995: Gold Diggers – Das Geheimnis von Bear Mountain als Beth Easton
- 2000: In stürmischen Zeiten als Suzie
- 2001: Prozac Nation – Mein Leben mit der Psychopille als Elizabeth Wurtzel
- 2003: Anything Else als Amanda Chase
- 2003: The Gathering als Cassie Grant
- 2005: Verflucht als Ellie
- 2006: Black Snake Moan als Rae
- 2006: Penelope als Penelope
- 2006: Grey’s Anatomy (Fernsehserie) als Hannah Davies
- 2008: Speed Racer als Trixie
- 2009: After.Life als Anna Taylor
- 2009: New York, I Love You als Camille
- 2011: Bucky Larson: Born to Be a Star als Kathy McGee
- 2012: Bel Ami als Clotilde de Marelle
- 2014: Lizzie Borden als Lizzie Borden
- 2021: Yellowjackets als Misty Quigley
- 2021: Matrix Resurrections als Gvyn de Vere
- 2022: Wednesday als Marilyn Thornhill/Laurel Gates

Yvonne Strahovski
- 2007–2012: Chuck (Fernsehserie) als Sarah Walker
- 2011: Killer Elite als Anne Fraiser
- 2012–2013: Dexter (Fernsehserie) als Hannah McKay
- 2014: I, Frankenstein als Dr. Terra Wade
- 2016: All I See Is You als Karen
- 2016: Batman: Bad Blood als Stimme Batwoman / Katherine Kane
- 2016: Manhattan Nocturne – Tödliches Spiel als Caroline Crowley
- 2018: Predator – Upgrade als Emily McKenna
- 2019: Angel of Mine als Claire
- 2020: Stateless (Fernsehserie) als Sophie Werner

Kaley Cuoco
- 2004–2006: Meine wilden Töchter (Fernsehserie) als Bridget Hennessy
- 2007–2019: The Big Bang Theory (Fernsehserie) als Penny
- 2012: Drew Peterson – Der Unberührbare als Stacy Peterson
- 2015: Die Trauzeugen AG als Gretchen Palmer
- 2016: Why Him? als Justine
- 2020–2022: The Flight Attendant als Cassie Bowden
- 2022: The Man from Toronto als Anne
- 2023: Based on a True Story-Sprich oder Stirb! als Ava Bartlett

Anna Camp
- 2010, 2013–2015: True Blood (Fernsehserie) als Sarah Newlin
- 2012: Pitch Perfect als Aubrey
- 2015: Pitch Perfect 2 als Aubrey

Priyanka Chopra
- 2011: RA.One – Superheld mit Herz als Desi/Jungfrau in Nöten
- 2015: Bajirao & Mastani – Eine unsterbliche Liebe als Kashibai
- 2017: Baywatch als Victoria Leeds

Kirsten Dunst
- 1999: Gnadenlos schön als Amber Atkins
- 2001: Ran an die Braut als Kelly Woods

Jessica Biel
- 1999–2004, 2006: Eine himmlische Familie (Fernsehserie) als Mary Camden Rivera
- 2009: Powder Blue als Rose-Johnny

Mena Suvari
- 2001: The Musketeer als Francesca Bonacieux
- 2013: Küssen verboten! – Honeymoon mit Hindernissen als Tonya

Lauren Maher
- 2003: Fluch der Karibik als Scarlett
- 2006: Pirates of the Caribbean – Fluch der Karibik 2 als Scarlett

Elisha Cuthbert
- 2004: The Girl Next Door
- 2004–2007, 2009–2010: 24 (Fernsehserie) als Kim Bauer

Christina Milian
- 2006: Pulse – Du bist tot, bevor Du stirbst als Isabell Fuentes
- 2014: Liebe im Gepäck als Taylor

Summer Glau
- 2008–2009: Terminator: The Sarah Connor Chronicles (Fernsehserie) als Cameron
- 2012: Eine Elfe zu Weihnachten als Christine

Carla Gallo
- 2009–2010: Californication (Fernsehserie) als Daisy
- 2009–2017: Bones – Die Knochenjägerin (Fernsehserie) als Daisy

Jill Flint
- 2009–2016: Royal Pains (Fernsehserie) als Jill Casey
- 2009–2016: Good Wife (Fernsehserie) als Lana Delaney

Lucy Griffiths
- 2012: Robin Hood (Fernsehserie) als Maid Marian
- 2013: Numbers Station als Meredith

Beth Behrs
- 2012–2017: 2 Broke Girls (Fernsehserie) als Caroline Channing
- seit 2018: The Neighborhood (Fernsehserie) als Gemma Johnson

### Filme
- 1992: Virginia Garrison als Amy Long in JFK – Tatort Dallas
- 1996: Reese Witherspoon als Vanessa Julia Lutz in Freeway
- 1996: Olivia Burnette als Julie McCann in Auge um Auge
- 1996: Kellie Martin als Roxanne in Goofy – Der Film
- 1997: Lacey Chabert als Jill in Fantastische Reise ins Spielzeugland
- 1997: Ariana Richards als Lex in Vergessene Welt: Jurassic Park
- 2000: Shannon Elizabeth als Buffy Gilmore in Scary Movie
- 2002: Bonnie Piesse als Beru Lars in Star Wars: Episode II – Angriff der Klonkrieger
- 2003: Paula J. Newman als Estrella in Fluch der Karibik
- 2004: Tsuru Hiromi als Bulma in Dragon Ball – The Movie: Die Legende von Shenlong
- 2006: Rachel Blanchard als Mercedes in Snakes on a Plane
- 2007: Rachael Leigh Cook als Haley in Blonde Ambition
- 2008: Maryke Hendrikse als Melody in Barbie und das Diamantschloss
- 2009: Anna Cummer als Elfinchen in Barbie präsentiert Elfinchen
- 2009: Dorla Bell als Renée in Barbie und Die Drei Musketiere
- 2010: Ciara Janson als Xylie in Barbie und das Geheimnis von Oceana
- 2011: Amber Heard als Piper in Drive Angry
- 2011: Olivia Wilde als Sabrina McArdle in Wie ausgewechselt
- 2012: Taylor Schilling als Beth Clayton in The Lucky One – Für immer der Deine
- 2012: Megan Boone als Claire in Step Up: Miami Heat
- 2013: Marianne Farley als Gem Whitman in Imaginaerum by Nightwish
- 2014: Rachel Nichols als Vanessa in Tokarev – Die Vergangenheit stirbt niemals
- 2015: Suzuko Mimori als Sora Takenouchi in Digimon Adventure tri. – Chapter 1: Reunion
- 2019: Michelle Borth als Mary Shazam in Shazam!
- 2019: Jocelin Donahue als Lucy Stone in Doctor Sleeps Erwachen
- 2019: Polina Kuzminskaya als Spirit in Coma
- 2020: Paola Nuñez als Rita in Bad Boys for Life
- 2020: Lenora Crichlow als Fiona in The Big Ugly
- 2021: Sylvana Joyce als Gretel in Geheimes Magieaufsichtsamt
- 2021: Sarah Minnich als Joanne Waterston in Intrusion
- 2022: Roberto Benigni als Pinocchio in Roberto Benignis Pinocchio

### Serien
- 2000–2003: Majandra Delfino als Maria DeLuca in Roswell
- 2001: Amy Morrison als Zandra in The Tribe
- 2001–2005 Lynsey Bartilson als Lily Finnerty in Keine Gnade für Dad
- 2002–2006: Colleen O’Shaughnessey, Jaclyn Linetsky & Eleanor Nobleals als Lori in Typisch Andy!
- 2003–2004: Raven-Symoné Pearman als Raven Baxter in Raven blickt durch
- 2004–2008: Liza Weil als Paris Geller in Gilmore Girls
- 2004–2009: Parminder Nagra als Dr. Neela Rasgotra Emergency Room – Die Notaufnahme
- 2006–2011: Minori Chihara als Aya Natsume in Tenjo Tenge
- 2007: Junko Noda als Mitsune Konno in Love Hina
- 2007–2009: Camille Guaty als Maricruz Delgado in Prison Break
- 2009: Cameron Richardson als Chloe Carter in Harper’s Island
- 2009: Kelly Metzger als Allie Campbell in Fünf Freunde für alle Fälle
- 2009–2011: Kelly Stables als Melissa  in Two and a Half Men
- 2010: Michelle Ryan als Jaime Sommers in Bionic Woman
- 2010: Nora Zehetner als Reed Adamson in Grey’s Anatomy
- 2010–2012: Monica Raymund als Ria Torres in Lie to Me
- 2010–2013: Nicki Aycox als Jaimie Allen in Dark Blue
- 2010–2014: Genelle Williams als Leena in Warehouse 13
- 2011: Rachael Stirling als Ursula Brangwen in Women in Love – Liebende Frauen
- 2011–2013: Jayma Mays als Emma Pillsbury in Glee
- 2011–2020: Michelle Borth als Catherine Rollins in Hawaii Five-0
- 2011–2014: Meaghan Rath als Sally Malik in Being Human
- 2012–2016: Kelly Stables als Eden in The Exes
- 2013: Laura Prepon als Chelsea Newman in Are You There, Chelsea?
- 2014–2019: Amanda Crew als Monica Hall Silicon Valley
- 2015: Andrea Bogart als Corrina Huff in Lucifer
- 2016–2021: Katie McGrath als Lena Luthor in Supergirl
- 2016–2020: Jodie Sweetin als Stephanie Tanner in Fuller House
- 2018–2020: Maggie Blue O’Hara & Sharon Alexander als Ultra Violet in Ninjago (außer Folge 9.05–9.10)
- 2018: Kaitlyn Black als Melissa Newhall in Navy CIS
- 2018: Lauren Cohan als Maggie Rhee in The Walking Dead
- 2018–2023: Parveen Kaur als Saanvi Bahl in Manifest
- 2019–2021: Diana Gómez als Tatiana in Haus des Geldes
- 2020: Britt McKillip als (Vertretung für) Harumi in Ninjago
- 2020–2022: Annaleigh Ashford als Gina Dabrowski in B Positive
- 2021: Kimberli Flores als Maya Hidalgo in Navy CIS: New Orleans
- 2021, 2023: Sophia Di Martino als Sylvie Laufeydottir in Loki
- seit 2021: Sabrina Grdevich als Cynthia Fuller in Ginny & Georgia
- 2022: Bonnie Piesse als Beru Lars in Obi-Wan Kenobi
- 2022–2023: Kavi Ladnier als Shyla Dahr in Navy CIS: L.A.

### Computerspiele
- 2003: TKKG 11: Film ab! als Gaby Glockner
- 2004: TKKG 12: Alarm in der Geisterbahn als Gaby Glockner
- 2004: TKKG 13: Zelle 13 als Gaby Glockner
- 2005: TKKG 14: Gefährliche Ferien als Gaby Glockner
- 2006: TKKG 15: Verfolgt! als Gaby Glockner
- 2008: TKKG 16: Das unheimliche Zimmer als Gaby Glockner
- 2009: Divinity 2: Ego Draconis als Sassan
- 2013–2023: Neverwinter als Xuna
- 2019: Far Cry New Dawn als Selene
- 2020: Assassin’s Creed Valhalla als ...
- 2020: Cyberpunk 2077 als Meredith Stout
- 2024: Star Wars Outlaws als ...